# Salticus afghanicus
Salticus afghanicus là một loài nhện trong họ Salticidae.
Loài này thuộc chi Salticus. Salticus afghanicus được Dmitri Viktorovich Logunov & Zamanpoore miêu tả năm 2005.